# Guillaume Meulders
Guillaume Meulders  est un footballeur belge, né le 15 avril 1888 et mort le 10 décembre 1963.
Attaquant au Racing Club de Gand, il monte en Division 1 en 1911. L'année suivante, il joue une finale de Coupe de Belgique. 
Il est international belge en 1908.

## Palmarès
- International le 26 octobre 1908 : Belgique-Suède, 2-1 (match amical à Bruxelles)
- Champion de Belgique D2 en 1911 avec le Racing Club de Gand
- Finaliste de la Coupe de Belgique en 1912 avec le Racing Club de Gand